# Meshir
Meshir (in copto: Ⲙⲉϣⲓⲣ), conosciuto anche come Mechir (in greco: Μεχίρ, Mekhír) e Amshir (in arabo: أمشير), è il sesto mese dei calendari egizio e copto. Nel calendario Gregoriano, Meshir corrisponde al periodo che va dall'8 febbraio al 9 marzo.
Nell'antico Egitto, il mese di Meshir era anche il secondo mese della stagione del Peret ("primavera", "emersione" o "comparsa delle terre"), il periodo in cui le acque del Nilo retrocedevano e i campi cominciavano a dare frutti nelle terre egiziane.

## Nome
Il nome del mese di Meshir deriva da quello di Mechir, antica divinità egizia, signore del vento.

Il nome in lingua egizia era: 
| G17 · D36 | Aa1 · D21 |

 o 
| G20 | Aa1 · Z4 |

 (Mẖr o Jmẖr).

## Sinassario copto del mese di Meshir
Di seguito il sinassario del mese:
| Copto    | Giuliano   | Gregoriano | Commemorazioni |
| -------- | ---------- | ---------- | --- |
| Meshir 1 | Gennaio 26 | Febbraio 8 | - Indizione del secondo concilio ecumenico a Costantinopoli, nel 381. - Memoria della dedicazione della chiesa di San Pietro Sigillo dei Martiri. |
| 2        | 27         | 9          | - Deposizione di San Paolo il Semplice di Tebe, primo eremita. - Deposizione di San Longino, igumeno del monastero di El-Zugag. |
| 3        | 28         | 10         | - Deposizione di San Giacomo l'eremita. (IV sec.) |
| 4        | 29         | 11         | - Martirio di Sant'Agabo, uno dei settanta discepoli. |
| 5        | 30         | 12         | - Deposizione di Sant'Agrippino, 10º Papa di Alessandria. - Memoria dei SS. Abba Bishay, del monastero di Akhmin, e Abba Abanoub, del ventaglio d'oro. - Deposizione di Sant'Apollo di Bawit, amico di Abba Abib. - Memoria della traslazione delle reliquie dei 49 Anziani di Scete nel monastero di San Macario. |
| 6        | 31         | 13         | - Ritrovamento delle reliquie di Sant'Ippolito, Papa di Roma. - Martirio dei Santi Anargiri Ciro e Giovanni di Alessandria, delle tre vergini Teodora, Teodosia e Teopista, e della loro madre Atanasia. |
| 7        | Febbraio 1 | 14         | - Deposizione di Sant'Alessandro II, 40º Papa di Alessandria. - Deposizione di San Teodosio II, 45º Papa di Alessandria. |
| 8        | 2          | 15         | - Festa della Presentazione di Gesù Cristo al Tempio. - Martirio dei 21 uomini in Libia nel 2015. - Memoria di tutti i martiri contemporanei. |
| 9        | 3          | 16         | - Deposizione di San Barsauma, capostipite dei monaci siriani. (V sec.) - Martirio di San Paolo il Siro. |
| 10       | 4          | 17         | - Martirio dell'Apostolo San Giacomo il Minore, figlio d'Alfeo. - Martirio di San Giusto, figlio dell'imperatore romano Numeriano, e famiglia. - Deposizione di Sant'Isidoro di Pelusio. (IV-V sec.) - Martirio di San Filone, vescovo in Persia.                                                                  |
| 11       | 5          | 18         | - Martirio di San Fabiano, 20º Papa di Roma. (+ 250) |
| 12       | 6          | 19         | - Memoria di San Michele Arcangelo. - Deposizione di San Gelasio, monaco. |
| 13       | 7          | 20         | - Martirio di San Sergio d'Atripe, della famiglia e dei compagni. - Deposizione di San Timoteo III, 32º Papa di Alessandria. (+ 528) |
| 14       | 8          | 21         | - Deposizione di San Severo il Grande, Corona dei Siriani, Patriarca di Antiochia. (+ 538) - Deposizione di San Giacobbe, 50º Papa di Alessandria. (+ 821) |
| 15       | 9          | 22         | - Deposizione del profeta Zaccaria. - Dedicazione della prima chiesa dei quaranta martiri di Sebaste, consacrata da San Basilio Magno. - Deposizione di San Pafnuzio, monaco (IV sec.) |
| 16       | 10         | 23         | - Deposizione di Santa Elisabetta, madre del Precursore |
| 17       | 11         | 24         | - Martirio di San Mina di Al-Ashmunayan, monaco. (VII sec.) |
| 18       | 12         | 25         | - Deposizione di San Melezio il Confessore, Patriarca di Antiochia. (+ 381) |
| 19       | 13         | 26         | - Memoria della traslazione delle reliquie di San Martiniano, eremita. |
| 20       | 14         | 27         | - Deposizione di San Pietro II, 21º Papa di Alessandria. (+ 370) - Martirio dei Santi Basilio, Teodoro e Timoteo ad Alessandria. |
| 21       | 15         | 28         | - Memoria della Beata Vergine Maria, Madre di Dio (Theotókos). - Martirio di Sant'Onesimo, discepolo di San Paolo. - Deposizione di San Gabriele, 57º Papa di Alessandria. (+ 911) - Deposizione di San Zaccaria, vescovo di Sakha.                                                                                |
| 22       | 16         | Marzo 1    | - Deposizione di San Maruta, vescovo di Maiferqat. - Traslazione delle reliquie dei martiri sotto Diocleziano. |
| 23       | 17         | 2          | - Martirio di Sant'Eusebio il Capitano, figlio del ministro Basilide, sotto Diocleziano. (III-IV sec.) |
| 24       | 18         | 3          | - Deposizione di Sant'Agàpito Confessore e Taumaturgo, vescovo di Sinnada di Frigia. (IV sec.) - Martirio dei SS. Timoteo, Agapio e Tecla di Palestina (+ 304) - Martirio di San Mattia. |
| 25       | 19         | 4          | - Martirio dei Santi Archippo, Filemone e Appia, discepoli di San Paolo. - Martirio di San Ciriaco il diacono e compagni a Roma. - Martirio di San Mina di Cipro. - Deposizione di San Banè [Fana], eremita. (IV sec.)                                                                                             |
| 26       | 20         | 5          | - Deposizione del profeta Osea. - Martirio di San Sadoth, vescovo di Seleucia, e dei suoi 128 compagni in Persia. (+ 342) |
| 27       | 21         | 6          | - Deposizione di Sant'Eustazio, Patriarca di Antiochia. (+ 337) |
| 28       | 22         | 7          | - Martirio di San Teodoro di Alessandria. |
| 29       | 23         | 8          | - Martirio di San Policarpo, vescovo di Smirne. |
| 30       | 24         | 9          | - Ritrovamento del capo di San Giovanni Battista. - Deposizione di San Cirillo VI, 116º Papa di Alessandria. |